# محمد أباد (هشيوار)
محمد أباد (بالفارسية: محمدآباد، هشیوار) هي منطقة سكنية تقع في إيران في فارس. يقدر عدد سكانها بـ 495 نسمة .